# Versicherungsbetrug
Versicherungsbetrug sind alle Handlungen, mit denen Versicherungsnehmer oder Dritte von einem Versicherungsunternehmen in betrügerischer Absicht Versicherungsleistungen beanspruchen. Dies entspricht dem allgemeinen Tatbestand des Betruges nach § 263 StGB. Der Tatbestand des Versicherungsmissbrauchs nach § 265 StGB umfasst die Tathandlung, dass eine versicherte Sache beschädigt oder zerstört wird. Versicherungsbetrug als eigenständigen Tatbestand (§ 265 StGB a. F.) gibt es seit 1. April 1998 nicht mehr.

## Tatbestandsmerkmale
Versicherungsbetrug erfordert eine vorsätzliche Vorgehensweise des Täters und führt zur Vertragswidrigkeit seines Verhaltens.
- Bei der vorsätzlichen oder schuldhaften Herbeiführung eines versicherten Schadens verursacht ein Versicherungsnehmer geplant ein Schadensereignis. Dabei wird gegenüber der Versicherung behauptet, dass der Schaden durch ein zufälliges Ereignis eingetreten sei. Nach § 81 Abs. 1 VVG ist die Versicherung von einer Leistungsverpflichtung in einem solchen Fall befreit.
- Bei einem fingierten Schaden ist in Wirklichkeit kein Schaden eingetreten, er wird nur vorgetäuscht. Auch hier besteht keine Leistungspflicht der Versicherung, da sie nur bei einem wirklichen Schaden leisten muss und ein Versicherungsfall nicht eingetreten ist. Gegebenenfalls kann Vortäuschen einer Straftat nach § 145d Abs. 1 StGB in Tateinheit vorliegen.
- Im Falle der Umdefinition ist ein Schadensereignis eingetreten, für das jedoch kein Versicherungsschutz besteht, so dass ein Versicherungsnehmer falsche Ereignisumstände meldet und den Eintritt eines versicherten Ereignisses vortäuscht.
- Bei einer Übertreibung liegt zwar ein versicherter Schaden vor, doch wird hier vorgetäuscht, dass der Schaden höher als der tatsächlich entstandene sei.

Die Tathandlung ist eine Straftat und wird mit Freiheitsstrafe bis zu fünf Jahren oder mit Geldstrafe bestraft. In besonders schweren Fällen, nämlich dann, wenn der Täter den Versicherungsfall vortäuscht, nachdem er oder ein anderer zu diesem Zweck eine Sache von bedeutendem Wert in Brand gesetzt hat oder diese durch eine Brandlegung ganz oder teilweise zerstört hat, bzw. ein Schiff zum Sinken oder zum Stranden gebracht hat, ist die Tat mit Freiheitsstrafe von 6 Monaten bis zu 10 Jahren bedroht (§ 263 Abs. 3 Satz 2 Nr. 5 StGB).

## Ausmaß von Versicherungsbetrug in Deutschland
Professionelle Versicherungsbetrüger, die wiederholt und in großem Maß Versicherungsgesellschaften betrügen, stehen oft im Fokus öffentlicher Aufmerksamkeit. Ein Großteil des Versicherungsbetruges geht jedoch von gewöhnlichen Versicherungskunden aus, die nur ein- oder zweimal in ihrem Leben eine Versicherung um einen relativ geringen Betrag betrügen. Die genaue Zahl der Betrüger sowie der genaue Schäden lässt sich nicht exakt bestimmen. In anonymen Interviews gab über ein Viertel der Befragten an, gegenüber ihrem Versicherer mindestens in einem Fall falsche Angaben gemacht zu haben. Dabei kommen am häufigsten Umdefinitionen und Übertreibungen vor. Die Betrugsformen der Fingierung und der vorsätzlichen Herbeiführung sind zwar die Standardbetrugsformen professioneller Versicherungsbetrüger, kommen aber im Vergleich zu Übertreibungen und Umdefinitionen eher selten vor. Im Kompositbereich (Sach-, Haftpflicht- und Kfz-Versicherung) kommen Schätzungen in fast allen Industrieländern zu dem Schluss, dass rund 10 % aller Schadenmeldungen betrügerisch sind. In einigen Sparten wird sogar ein Anteil von 50 % angenommen. Im angelsächsischen Bereich wird der Versicherungsbetrug aufgrund des enormen Schadens als „quiet catastrophe“ bezeichnet.

## Schaden für die Versicherungsunternehmen durch Versicherungsbetrug
Durch überhöhte Rückzahlungen verlieren die Versicherer jährlich Geld, das sie für berechtigte Ansprüche nicht mehr ohne Weiteres zur Verfügung haben. Nach Angaben des Gesamtverbandes der Deutschen Versicherungswirtschaft (GDV) liegt der jährliche Schaden durch Versicherungsbetrug in der Schaden- und Unfallversicherung bei rund vier Milliarden Euro. Davon entfallen rund zwei Milliarden auf die Kraftfahrtversicherung, eine Milliarde auf die Sachversicherung und etwa eine halbe Milliarde auf die Allgemeine Haftpflichtversicherung. Zwar haben sich Versicherer zu einem Versicherungspool zusammengeschlossen, in dem sie sich gegenseitig rückversichern, jedoch ist die Folge von übermäßigem Versicherungsbetrug, dass die Preise für Versicherungspolicen steigen.

## Maßnahmen der Versicherer gegen Versicherungsbetrug
Bisherige Maßnahmen der Versicherer konzentrieren sich vor allem auf die Kontrolle möglicherweise betrügerischer Schadenfälle; Vorbeugung wird bisher noch wenig betrieben, obwohl sie möglich wäre.
Als Gegenmaßnahmen aus dem Bereich Kontrolle sind zum Beispiel unabhängige Schadengutachter zu nennen. Gelegentlich, zum Beispiel bei Schadenmeldungen im Bereich Berufsunfähigkeit, kommen auch von Versicherern beauftragte externe Versicherungsdetektive zum Einsatz.
Erste Indizien für einen verdächtigen Schadenfall liefert automatische Betrugserkennungssoftware. Viele Versicherer setzen ein automatisiertes Prüfverfahren ein, die sogenannte „Intelligente Schadenprüfung“ (ISP). ISP prüft Schadensakten anhand von Entscheidungslogiken auf Basis von Fuzzy Logic.
Eine weitere Maßnahme ist das Hinweis- und Informationssystem der Versicherungswirtschaft (HIS), früher Uniwagnis genannt. HIS ist eine Warn- und Hinweisdatenbank der im Gesamtverband der Deutschen Versicherungswirtschaft (GDV) organisierten Versicherungsunternehmen, in die verdächtige Versicherungsnehmer eingetragen werden.